# CQ Camelopardalis
CQ Camelopardalis är en ensam stjärna i den mellersta delen av stjärnbilden Giraffen. Den har en skenbar magnitud av ca 5,19 och är svagt synlig för blotta ögat där ljusföroreningar ej förekommer. Baserat på parallax enligt Gaia Data Release 3 på ca 1,6 mas, beräknas den befinna sig på ett avstånd på ca 2 000 ljusår (ca 610 parsek) från solen. Den rör sig närmare solen med en heliocentrisk radialhastighet på ca -22 km/s. Stjärnan har en relativ rörelse i förhållande till den gallaktiska rörelsen på 21,8 ± 1,9 km/s, vilket gör den till en flyktstjärna.

## Egenskaper
Primärstjärnan CQ Camelopardalis är en röd till orange ljusstark jättestjärna av spektralklass M0 II, som för närvarande befinner sig på den asymptotiska jättegrenen och genererar energi genom kärnfusion av helium i ett yttre skal kring en inaktiv kolkärna. Den har en massa som är ca 13 solmassor, en radie som är ca 333 solradier och har ca 13 200 gånger solens utstrålning av energi från dess fotosfär vid en effektiv temperatur av ca 3 800 K.
CQ Camelopardalis  har, baserat på Hipparco fotometri, klassificerats som en långsam irreguljär variabel. Någon annan observation har emellertid ännu (2022) inte kunnat bekräfta detta.